# Хуторське (Калінінградська область)
Хуторське (рос. Хуторское) — селище Нестеровського району, Калінінградської області Росії. Входить до складу Ілюшинського сільського поселення.
Населення —  96 осіб (2015 рік). 

## Населення
| 2002 | 2010 |
| ---- | ---- |
| 81   | ↗96  |